# Owl City
Owl City är ett amerikanskt musikprojekt skapat av musikern Adam Young från Owatonna i Minnesota i USA. Han har släppt de båda skivorna Of June (2007) och Maybe I'm Dreaming (2008) på egen hand, innan han signades av Universal Music. År 2009 släpptes hans första album på Universal med titeln Ocean Eyes, på skivan finns bland annat hitsingeln Fireflies, som klättrade högt upp på den amerikanska Billboard-listan. År 2015 släppte han albumet Mobile Orchestra.
Owl City har även jobbat mycket med Relient K-sångaren Matthew Thiessen och sångerskan Breanne Düren.

## Musikstil och influenser
Musikstilen är en form av melodisk synthpop men inslag av akustisk gitarr och piano.

## Biografi
Owl City är ett elektroniskt musikprojekt skapat 2007 av Adam Young i hans föräldrars hem i Owatonna. Medan Young led av sömnproblem började han tillbringa sina kvällar i föräldrarnas källare, där en dator och några instrument skapade en välkomnande omställning av hans sömnvanor. Han kombinerade så småningom dessa till en kombination av electronica och pop, med sin dator och olika tangentbord för att spela in materialet. Låtar lades upp på MySpace, och Young började dra till sig uppmärksamhet på nätverkssajten. Särskilt "Hello Seattle", en hyllning till Emerald City, gjorde att Young fick ett skivkontrakt med Universal Republic.
Ocean eyes, hans debutalbum på bolaget, släpptes 2009, vilket sammanföll med lanseringen av Owl Citys första nationella turné. Medan Young var på resande fot, såg han när "Fireflies" blev en av årets mest populära singlar, och så småningom toppade den listorna i flera länder (inklusive USA) och sålde mer än tre miljoner exemplar. Han svarade genom att öka sina turneringsåtaganden, och 2010 fanns hans shower i USA, Kanada, Australien, Tyskland och Storbritannien. Han släppte också en specialversion av Ocean Eyes som innehöll 7 bonuslåtar. Samma år släppte Young också An Airplane Carried Me To Bed, ett album med låtar han skrev innan Owl City under namnet Sky Sailing.
Den 21 augusti 2012 släpptes hans fjärde studioalbum vid namn The Midsummer Station. I maj 2012 släpptes en EP med låtar från skivan.

## Bandmedlemmar
Nuvarande medlemmar
- Adam Young - sång,  programmering, keyboard, piano, synthesizer gitarr, bas, trummor, slagverk, vibrafon, dragspel

Aktuella turnémedlemmar
Medan Young skriver, komponerar, spelar in och tillverkar all Owl Citys musik, har han under liveframträdanden sällskap av en grupp musiker:
- Breanne Düren - keyboard, sång, är också med på "The Saltwater Room" och flera andra låtar på Owl City album.
- Daniel Jorgensen - gitarr, vibrafon
- Laura Musten - violin
- Hannah Schroeder - cello
- Casey Brown - trummor

## Diskografi
Studioalbum
- 2008 - Maybe I'm Dreaming
- 2009 - Ocean Eyes
- 2011 - All Things Bright And Beautiful
- 2012 - The Midsummer Station
- 2015 - Mobile Orchestra
- 2018 - Cinematic
- 2023 - Coco Moon

EP
- 2007 - Of June
- 2012 - Shooting Star (EP)
- 2014 - Ultraviolet

Singlar
- 2009 - Fireflies
- 2009 - Strawberry Avalanche
- 2010 - Vanilla Twilight
- 2010 - Umbrella Beach
- 2010 - Peppermint Winter
- 2011 - Alligator Sky
- 2011 - Galaxies
- 2011 - Deer In The Headlights
- 2011 -  Dreams Don't Turn to Dust
- 2012 - Good Time
- 2012 - Silhouette
- 2014 - Beautiful Tiimes
- 2015 - Unbelieveable
- 2016 - Humbug
- 2017 - Not All Heroes Were Capes
- 2017 - Waveing Through A Window
- 2023 - Kelly Time
- 2023 - Adam, Check Please
- 2023 - Vitamin Sea